# Aloe ukambensis
Aloe ukambensis ist eine Pflanzenart der Gattung der Aloen in der Unterfamilie der Affodillgewächse (Asphodeloideae). Das Artepitheton ukambensis verweist auf das Vorkommen der Art im früheren Ukambeni Distrikt in Kenia.

## Beschreibung

### Vegetative Merkmale
Aloe ukambensis wächst stammlos oder kurz stammbildend, ist einzeln oder in der Regel sprossend und bildet dann kleine Gruppen. Der Stamm ist bis zu 30 Zentimeter lang. Die lanzettlich verschmälerten Laubblätter bilden dichte Rosetten. Die grüne bis bräunlich grüne Blattspreite ist 20 bis 25 Zentimeter lang und 8 bis 9 Zentimeter breit. Auf der Blattoberfläche sind zahlreiche trübweiße, längliche Flecken vorhanden, die zerstreut sind oder mehr oder weniger in unterbrochenen Querbändern angeordnet sind. Die Blattunterseite ist heller und meist etwas liniert. Flecken können dort vorhanden sein. Die stechenden Zähne am Blattrand sind 3 bis 5 Millimeter lang und stehen 10 bis 15 Millimeter voneinander entfernt. Der Blattsaft ist trocken hell orangebraun.

### Blütenstände und Blüten
Der Blütenstand besteht aus zwei bis drei Zweigen und erreicht eine Länge von 50 Zentimeter. Die dichten, kopfigen oder fast kopfigen Trauben sind 4 bis 6 Zentimeter lang und 6 Zentimeter breit. Die eiförmig-deltoiden Brakteen weisen eine Länge von 5 Millimeter auf und sind 2,5 Millimeter breit. Die leuchtend glänzend roten Blüten stehen an 18 bis 20 Millimeter langen Blütenstielen. Sie sind etwa 40 Millimeter lang und an ihrer Basis kurz verschmälert. Auf Höhe des Fruchtknotens weisen die Blüten einen Durchmesser von 7 Millimeter auf. Darüber sind sie leicht verengt und dann zu ihrer Mündung hin erweitert. Ihre Perigonblätter sind auf einer Länge von 20 Millimetern nicht miteinander verwachsen. Die Staubblätter und der Griffel ragen 3 bis 5 Millimeter aus der Blüte heraus.

### Genetik
Die Chromosomenzahl beträgt {\displaystyle 2n=14}.

## Systematik, Verbreitung und Gefährdung
Aloe ukambensis ist im Südosten von Kenia auf Gneisflächen und felsigen Hügelhängen in Höhen von 520 bis 1370 Metern verbreitet.
Die Erstbeschreibung durch Gilbert Westacott Reynolds wurde 1956 veröffentlicht.
Aloe ukambensis wird in der Roten Liste gefährdeter Arten der IUCN als „Vulnerable (VU)“, d. h. gefährdet eingestuft.

## Nachweise